# Geschiedenis van Bell Island

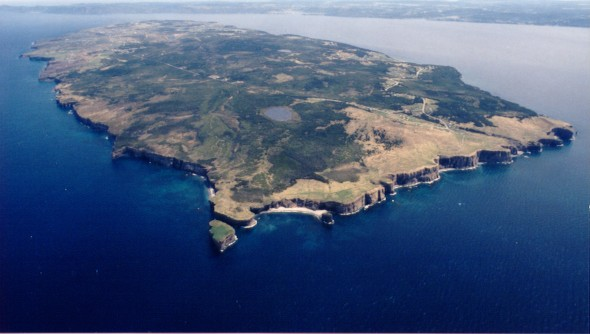
Luchtbeeld van Bell Island

Dit artikel behandelt de geschiedenis van Bell Island, een eiland gelegen in de Conception Bay van het veel grotere Canadese eiland Newfoundland.
Van 1895 tot 1966 vond er op Bell Island grootschalige ijzerertsontginning plaats. Het relatief kleine eiland kreeg hierdoor groot internationaal economisch belang daar het al snel uitgroeide tot een van de belangrijkste ijzerertsproducenten ter wereld. Het in de mijnen van Bell Island gedolven erts was daarenboven erg belangrijk voor de geallieerde oorlogsindustrie tijdens de Tweede Wereldoorlog, waardoor Nazi-Duitsland tot tweemaal toe de aanval inzette. Op het hoogtepunt woonden er meer dan 12.000 mensen.
Sinds het einde van de mijnbouw is de bevolkingsomvang enorm gedaald en was er een zware economische terugval.

## Vroege geschiedenis
Voor de komst van de Europeanen was Newfoundland het leefgebied van de Beothuk. Het is waarschijnlijk dat leden van dit nu uitgestorven inheemse volk het vruchtbare eiland nu en dan aandeden, al zijn hier geen archeologische sporen van bekend. Europese vissers en piraten frequenteerden het eiland alleszins reeds vroeg in de 16e eeuw, voornamelijk met als doel om drinkbaar water in te slaan. Het gehucht Freshwater in het zuiden en Freshwater Cove in het noorden doen hieraan terugdenken.
Reeds in 1578 ontdekte de Engelse handelaar Anthony Parkhurst dat de bodem van het eiland ijzererts bevatte. Ook bronnen uit 1610 en 1612 geven aan dat de kennis bestond dat Bell Island ijzerertshoudend gesteente bevatte. Uiteindelijk stuurde de kolonistenleider John Guy in 1628 stalen van het Bell Islandse gesteente naar Engeland ter analyse. Enkele leden van Guys kolonie te Cuper's Cove probeerden het eiland daarop te claimen ten nadele van de London and Bristol Company, zij het zonder succes. Ondanks de vroege wetenschap dat het eiland op zijn minst een zeker mijnbouwpotentieel had, ving niemand met de informatie uiteindelijk iets aan. De zware rotsen van Bell Island werden historisch wel degelijk op beperkte schaal uitgehouwen, maar dan louter om ze te gebruiken als scheepsballast of voor het vervaardigen van killicks, een Newfoundlands type anker gemaakt van hout en steen. Pas rond het jaar 1819 was er (nabij Back Cove) voor het eerst sprake van een kleinschalige ijzerertsmijnbouwoperatie, zij het vermoedelijk kortstondig en zonder veel succes.
Vanaf de vroege 17e eeuw was er te Bell Island, dat onderdeel uitmaakte van de zogenaamde Engelse kust van Newfoundland, een niet-permanente nederzetting. Het was meer bepaald een seizoensgebonden uitvalsbasis voor vissers uit voornamelijk Engeland, Ierland en de Kanaaleilanden. In de jaren 70 en 80 van de 17e eeuw waren het specifiek vissers uit Dartmouth, een havenstad in het Engelse West Country, die het eiland als jaarlijkse uitvalsbasis gebruikten. In het visseizoen van 1681 betrof het bijvoorbeeld het twee schepen en 26 boten die tezamen goed waren voor een bemanning bestaande uit 130 mannen.

## Het eiland als permanente nederzetting
In het begin van de 18e eeuw hadden de eerste mensen zich permanent op het eiland gevestigd. De oudste volkstelling van Great Belle Isle stamt uit 1706 en maakt gewag van 85 inwoners. Het betrof acht gezinshoofden – met name vijf gezinnen met kinderen en drie alleenstaande mannen – die tezamen acht grote en vijf kleine boten bezaten. Maar liefst 59 mensen die op het eiland resideerden waren (inwonend) personeel van deze in de arbeidsintensieve visserij actieve gezinnen. Gregory Normore, een visser en landbouwer uit Jersey, vestigde zich vermoedelijk rond 1740 op het eiland en was getrouwd met een Newfoundlandse vrouw genaamd Catherine. Zij waren niet de eerste inwoners, maar worden in de traditionele overlevering en lokale folklore wel als de eersten beschouwd. Dat is voornamelijk het geval omdat er van Normore een grafsteen is overgebleven en omdat het koppel in de 21e eeuw nog meerdere afstammelingen op het eiland heeft.
Gedurende de hele 18e eeuw was er geen demografische groei en in 1794 bedroeg het inwoneraantal nog steeds maar 87. In de 19e eeuw was er daarentegen wel een duidelijke aangroei met in 1845 reeds 338 inwoners. Het eiland groeide zo uit tot een van de vele typisch Newfoundlandse vissersdorpen, de zogenaamde outports. De inwoners waren vooral van Engelse en Ierse afkomst, waardoor de gemeenschap al vroeg bestond uit een mix van katholieken en anglicanen. Behalve van visserij leefden zij ook van landbouw en veeteelt. Die nevenactiviteiten waren er heel wat belangrijker dan elders daar het eiland naar Newfoundlandse normen bijzonder vruchtbare grond heeft. Landbouwers produceerden er, zowel voor eigen gebruik als voor verkoop aan de stedelingen van St. John's, onder andere aardappelen, aardbeien, zwarte bessen, knolrapen en wittekool.
Vanaf de jaren 1830 begon er ook een secundaire sector te ontstaan op Bell Island. Zo was er vanaf die periode een scheepsbouwerij actief in Lance Cove en in 1848 opende er daar ook een baksteenfabriek. Er waren daarnaast eveneens een aantal mensen werkzaam in sectoren zoals houtbewerking en de handel. Doorheen de 19e eeuw was een groot deel van de mannen daarenboven 's winters actief in de zeehondenjacht, toen een belangrijk onderdeel van Newfoundlands economie.
In 1843 opende onder toezicht van de anglicaanse bisschop van Newfoundland de eerste kerk op het eiland, nadat er twee jaar eerder al een protestantse school geopend was. De eerste katholieke kerk opende in 1884. In de decennia erna volgden onder andere nog een gebedshuis van de methodisten (1901) en van het Leger des Heils (1910).

## Begin van de mijnbouw
In 1892 verkregen de heren Butler en Miller uit Topsail een mijnbouwlicentie voor het ijzererts op het eiland, dat in die tijd voor het eerst als hematiet geïdentificeerd was. In 1894 verleaseden zij hun rechten aan de New Glasgow Coal, Iron & Railroad Company (die bekendstond als de "Scotia Company"). Dat bedrijf uit buurland Canada vatte de hematietontginning aan in het jaar 1895. De zwakke en arme overheid van de Kolonie Newfoundland zag maar wat graag zulke buitenlandse investeerders komen. De mijnsite was de oostelijkste in Noord-Amerika en kreeg daarom de naam "Wabana" toebedeeld, een samenvoeging van twee termen uit het inheemse Abenaki die "plaats van het eerste licht" zouden moeten betekenen. De locatie was ideaal aangezien het erts onmiddellijk op schepen kon geladen worden en het daarenboven zowel dicht bij Noord-Amerikaanse als Europese markten lag. Op 24 december 1895 vertrok het eerste volgeladen schip richting de staalindustrie van Nova Scotia. Op 3 juli 1896 vertrok het eerste schip naar de Verenigde Staten en de eerste trans-Atlantische scheepslading vertrok op 22 november 1897 richting de haven van Rotterdam. Al in 1899 kocht de Scotia Company definitief de mijnrechten over en kort daarna verkochten ze een deel ervan aan de Dominion Iron and Steal Company (DISCO). In de daaropvolgende decennia waren er dus twee exploitateurs die naast elkaar opereerden. Oorspronkelijk betrof de ontginning te Wabana dagbouw, maar reeds vanaf 1903 was het bovengrondse hematiet uitgeput en kon er enkel nog ondergronds in gesloten mijnen gewerkt worden.
Door het begin van de mijnbouw veranderde de economie van het eiland drastisch en kwam er een zeer sterke bevolkingsgroei. De mijnsite Wabana groeide zo uit tot een groot en welvarend mijnwerkersdorp. Geleidelijk aan leefde bijna iedereen op het eiland rechtstreeks of onrechtstreeks van die industrie. Door de grote productie groeide Newfoundland reeds vroeg in de 20e eeuw uit tot een belangrijke ijzerertsexporteur. Een groot deel van het gedolven erts had als exportbestemming Sydney, een industriestadje in het noorden van Nova Scotia, alwaar de verwerking en het smelten plaatsvond. Het in die tijd industrieel opkomende Duitsland was echter ook een bijzonder belangrijke afzetmarkt. Een van de hoofdredenen daarvoor was dat het grote Duitse staalconcern Krupp bereid was een hogere prijs voor sterk fosforhoudend erts te betalen dan de Canadezen en Amerikanen.

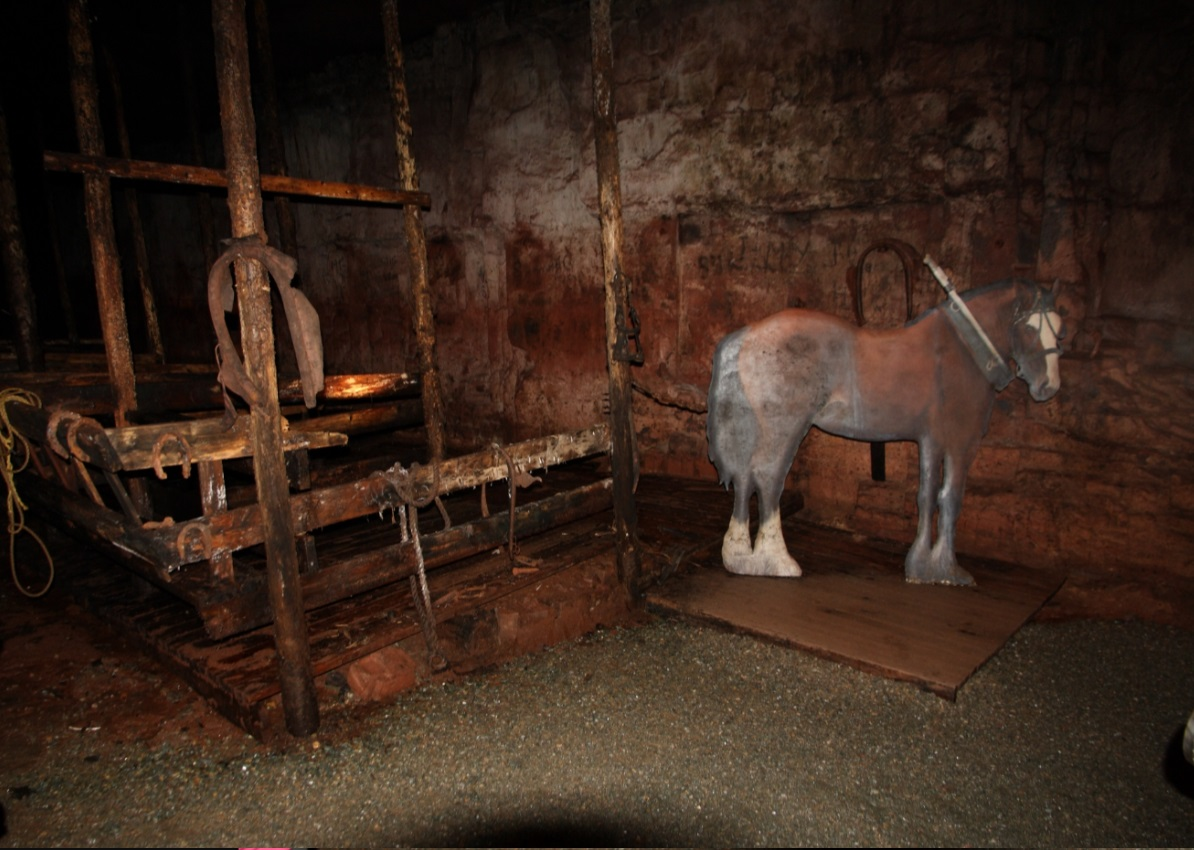
Ondergrondse paardenverblijfplaats in de No. 2 Mine

Al vanaf het begin waren er nu en dan conflicten tussen de mijnwerkers en andere arbeiders enerzijds en hun werkgever anderzijds, vooral met betrekking tot het inkomen. Al in 1896 vond er een eerste (onsuccesvolle) staking plaats toen 180 mijnwerkers een verhoging van het uurloon van 10 naar 12 cent eisten. In 1900 was er voor het eerst een echte vakbond op het eiland. Zij zaten grotendeels achter de organisatie van de eerste grootschalige staking (1600 arbeiders) waarbij men 15 cent per uur eiste. Na bittere onderhandelingen kwam het "Verdrag van Kelligrews" tot stand, waardoor de mijnwerkers een beperkte opslag naar 12,5 cent per uur kregen, maar de vakbond ontbonden werd. Er gebeurden ook geregeld ongevallen met gewonden of doden als gevolg, in die mate dat de Newfoundlandse overheid zich in 1906 genoopt voelde om algemene mijnbouwwetgeving in te voeren. In die vroege jaren van de mijnuitbating waren de werkomstandigheden het moeilijkst, zo moesten de arbeiders vaak werken onder kaarslicht en was er ook veel kinderarbeid. Tot begin jaren 50 zette men voorts paarden in als trekdier om lege mijnkarren te trekken. De dieren hadden ondergrondse stallingen aangezien ze weken tot maanden aan een stuk in de mijnen verbleven.
Reeds vroeg in de 20e eeuw lokten de jobs in de mijnbouw een klein aantal immigranten uit verre oorden naar Bell Island. Het betrof onder meer een kleine groep Chinezen evenals enkele Libanese christenen. De overgrote meerderheid van de arbeiders waren echter Newfoundlanders uit de directe omgeving, voornamelijk uit St. John's en uit andere kustplaatsen langs Conception Bay en elders aan Newfoundlands oostkust. In de beginperiode van de mijnbouw bleef een groot deel van hen ook in die plaatsen wonen. Zij verbleven tijdens de weekdagen in tijdelijke verblijfplaatsen te Wabana en gingen tijdens de weekends weer naar hun gezin. Onder hen waren er ook heel wat mannen die een deel van het jaar visten op zee en buiten het visseizoen enkele maanden in de mijnen gingen werken. Doorheen de jaren verhuisden er geleidelijk aan echter meer en meer arbeiders met hun gezinnen permanent naar Bell Island. In 1911 telde het eiland al meer dan 3000 inwoners (tegenover slechts een 700-tal inwoners vóór het aanvatten van de mijnbouw). Het was uitgegroeid tot een van de belangrijkste ijzerertsproducenten ter wereld.

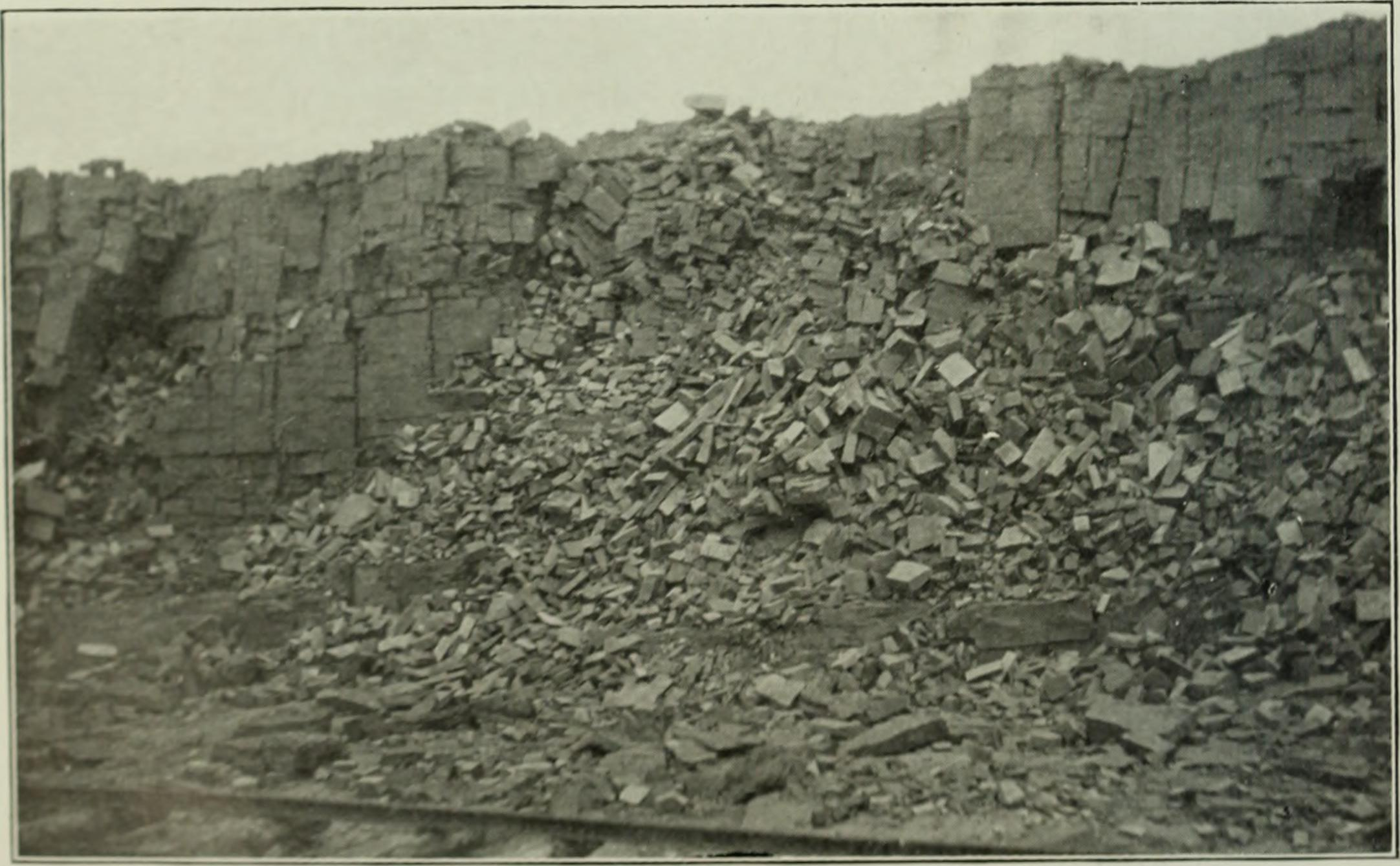
Foto van de oorspronkelijke dagbouwontginning op Bell Island (ca. 1900). Het spoor in de voorgrond was bedoeld voor mijnkarretjes.
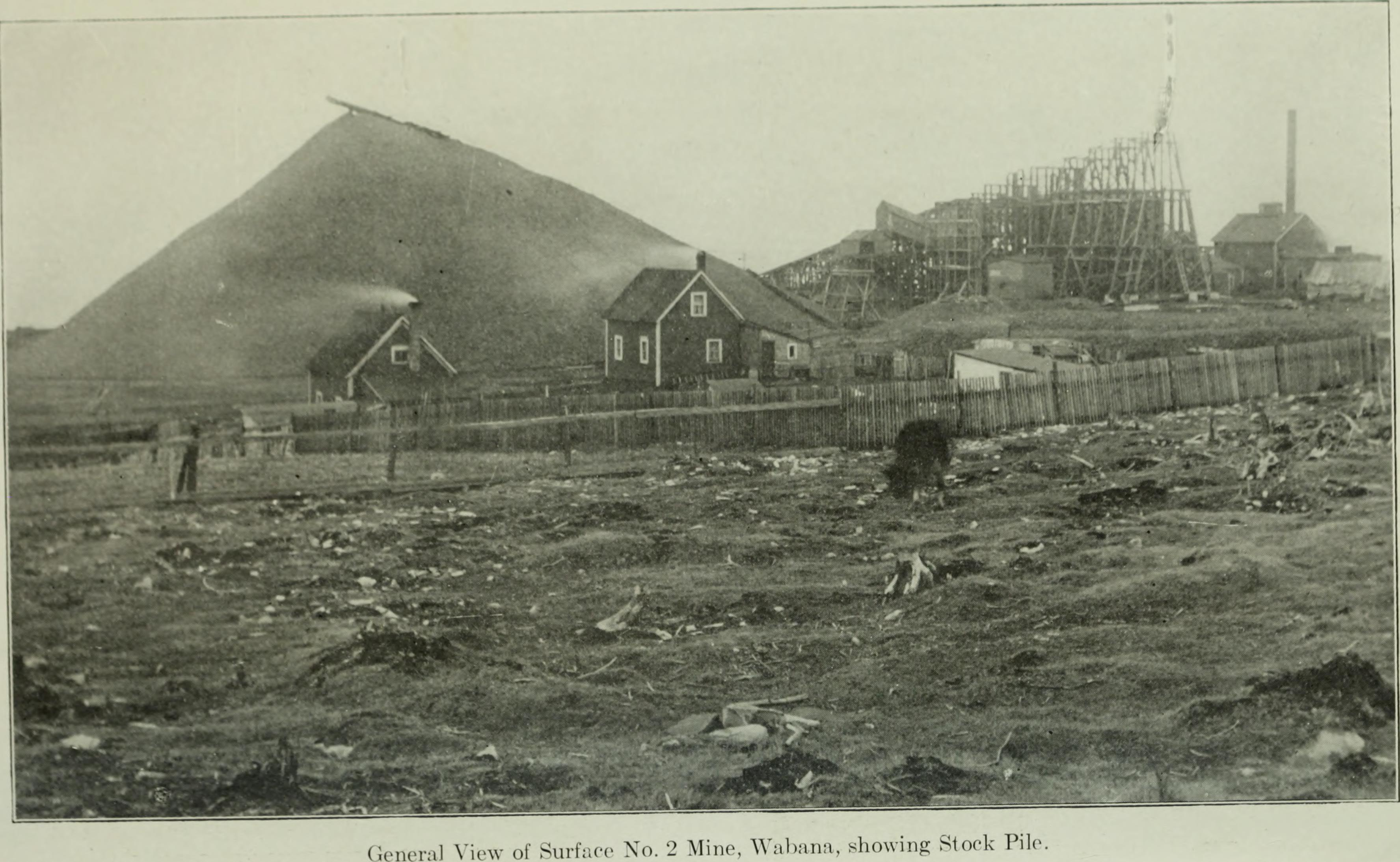
Bovengrondse gedeelte van de No. 2 Mine met ernaast een enorme hoop gedolven erts (begin 20e eeuw). 's Winters werden zulke hopen aangelegd aangezien de scheepvaart toen stillag.
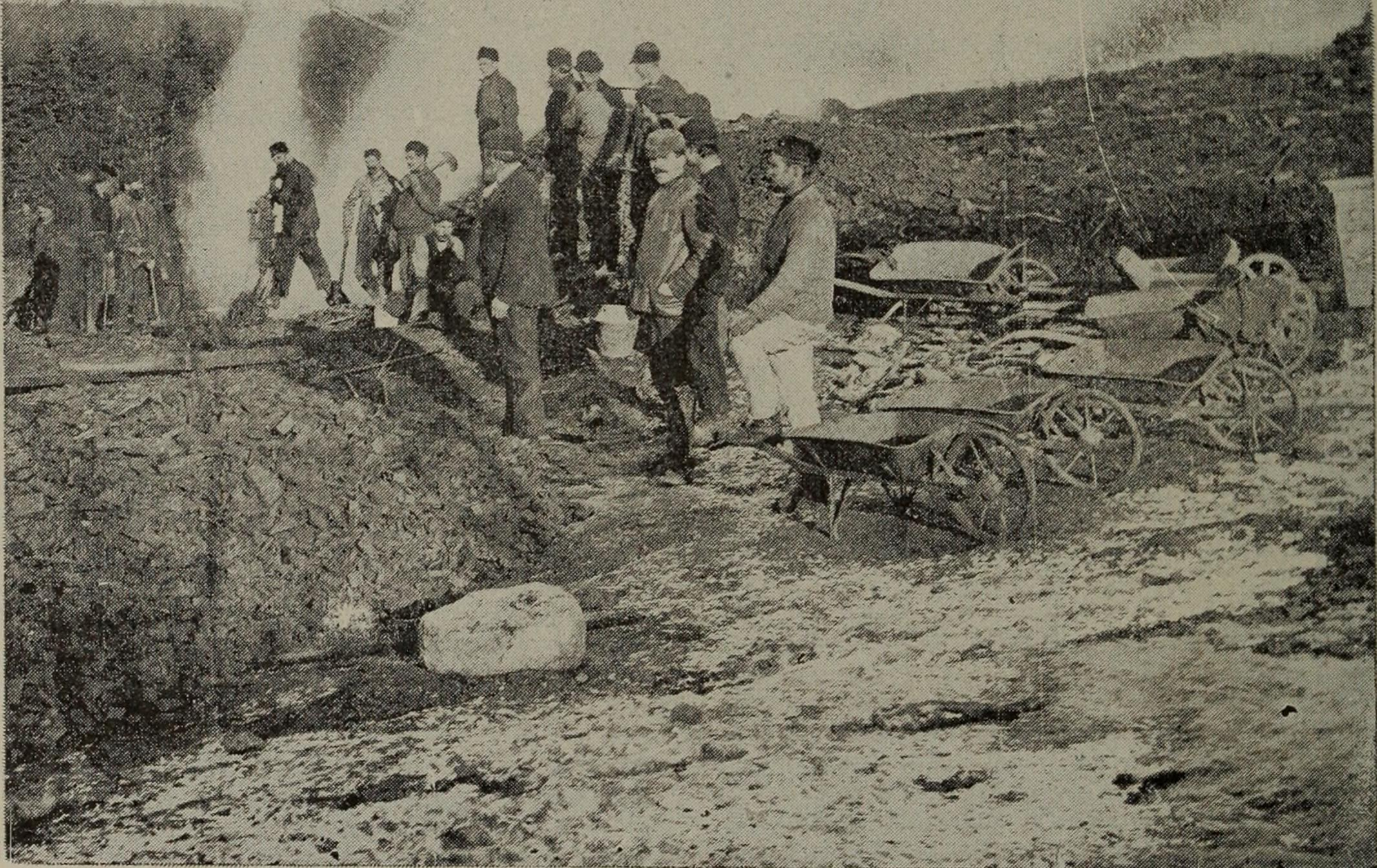
Mijnwerkers met schoppen en kruiwagens aan de slag bij een ertshoop (ca. 1907)
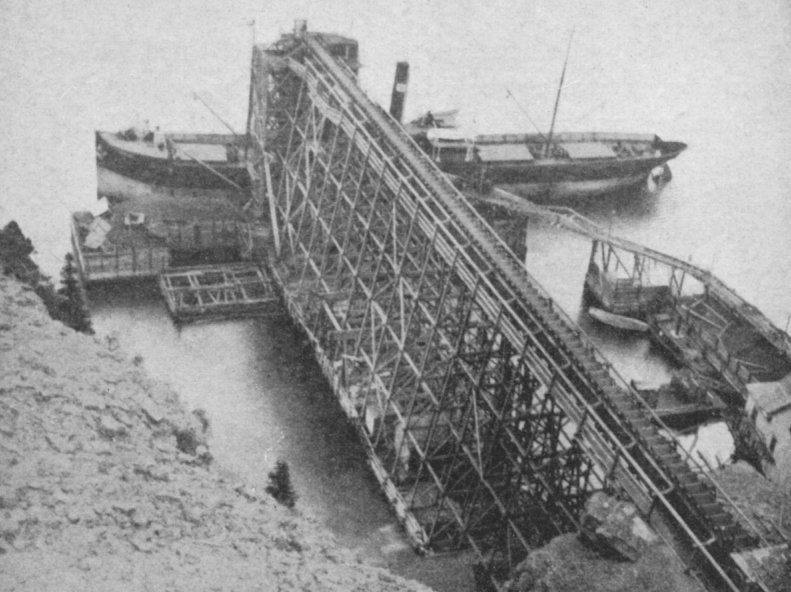
De laadpier in de haven van Wabana (ca. 1903)

## Eerste Wereldoorlog
In het decennium voor de Eerste Wereldoorlog was Duitsland voor het eerst Canada voorbijgestoken was als grootste afnemer van het ijzererts. De totale jaarlijkse gedolven hoeveelheid lag toen reeds rond de 1 miljoen ton. Het uitbreken van de oorlog in 1914 zorgde daarom voor een grote terugval van de export daar het vijandige Duitsland wegviel als afzetmarkt. In de oorlog heerste er in Newfoundland een zekere ongerustheid over Duitse spionage, waaronder het mogelijke bezit van gedetailleerde plannen van de mijnen door Duitse officieren of het concern Krupp (dat gevechtswapens produceerde).
Na het uitbreken van de oorlog in 1914 lag de mijnbouw een heel jaar vrijwel volledig stil. In totaal vertrokken in die periode 200 Bell Islandse mannen naar het front in Europa, gaande van 16-jarigen tot dertigers. 24 onder hen meldden zich aan op 2 september 1914, de eerste dag waarop Newfoundlanders zich voor militaire dienst konden opgeven. Een groot deel van zij die zich als soldaat opgaven waren lid van christelijke jongerengroeperingen zoals de Church Lads Brigade en het Catholic Cadet Corps. Ze werden als soldaten ingezet in veldslagen van het Newfoundland Regiment in Noord-Frankrijk, België en het Ottomaanse Rijk of dienden in sommige gevallen als houthakker in Schotland. Uiteindelijk sneuvelden 29 Bell Islanders aan het Europese front en geraakten er nog vele tientallen anderen gewond. Verschillende van deze jongemannen stierven in de voor Newfoundlanders berucht geworden Franse plaatsen Beaumont-Hamel en Monchy-le-Preux. Andere dodelijke slachtoffers vielen in Franse plaatsen als Cambrai en Ginchy, bij het Ottomaanse Gallipoli of op Belgische bodem te Passendale, Ieper, Ledegem en Vichte. Nog andere verbleven in Duitse gevangenenkampen nadat ze door de vijand waren gevat.
In 1915 begon de productie in de verschillende Bell Islandse mijnen opnieuw, al was er pas vanaf 1916 echt sprake van een herstel. Tijdens de oorlog kwam er een beperkt herstel door oorlogsgerelateerde vraag en beperkte stijging van de ijzerprijs, al was dat allerminst voldoende om het verlies van de Duitse exportmarkt te compenseren. Ook andere exportmogelijkheden waren door de oorlog immers bemoeilijkt. Het einde van de oorlog betekende een nieuwe klap voor de lokale economie, daar de vraag naar ijzer nog verder terugviel.

## Interbellum

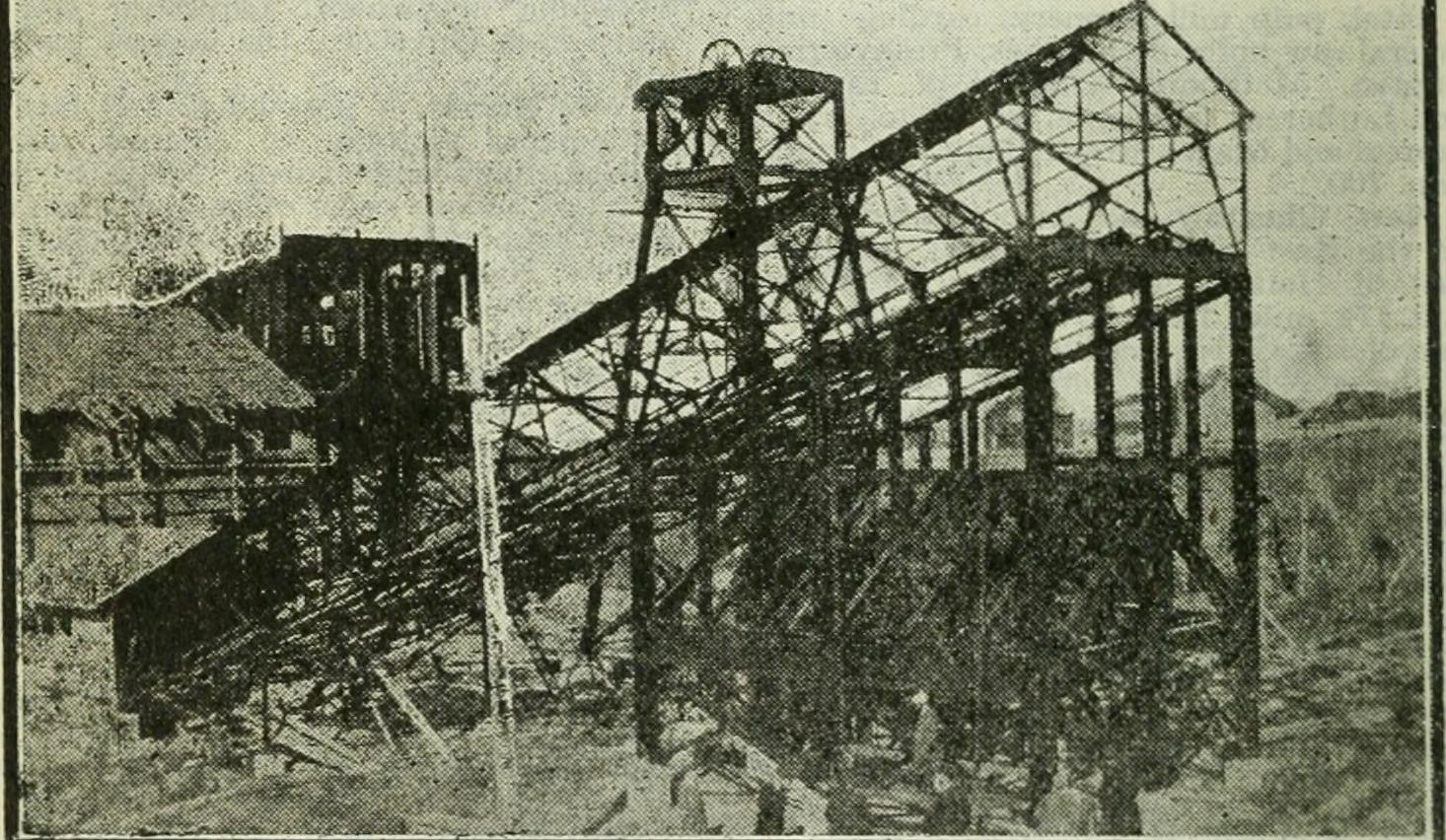
Metalen torenconstructie boven een van de mijnen (ca. 1919)

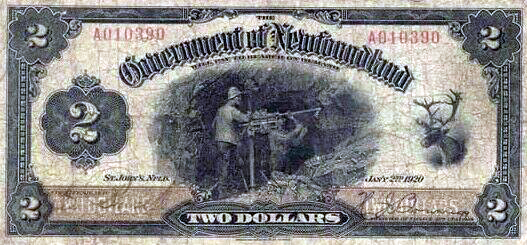
Op het in 1920 ingevoerde biljet van 2 Newfoundlandse dollar stonden de mijnwerkers van Wabana afgebeeld

In 1920 gingen de mijnen in hun volledigheid van de Scotia Company en DISCO over naar de British Empire Steel Company (BESCO). Het was het begin van een decennium van mismanagement en hoge schulden. Tussen 1920 en 1923 ging Newfoundland daarenboven door een economische crisis. Er vielen door de combinatie hiervan in de jaren 20 heel wat ontslagen. Twee mijnen sloten zelfs hun deuren. De overheid hield de werkloze arbeiders bezig door hen Middleton Avenue (de baan tussen West Mines en Freshwater) te laten aanleggen. Onder impuls van deze moeilijkheden verenigden de arbeiders zich in 1922 opnieuw in een vakbond, al was deze tegen 1926 grotendeels uiteengevallen. De bevolkingsomvang bleef desondanks al die tijd onafgebroken groeien. Reeds in 1923 was Bell Island Harbour Grace voorbijgestoken als op een na grootste plaats in het Dominion Newfoundland (na de hoofdstad St. John's).
Vanaf 1920 hervatte Duitsland zijn import opnieuw geleidelijk aan. Al in de tweede helft van de jaren 20 was het land zelfs opnieuw tot de belangrijkste aankoper van het Bell Islandse erts uitgegroeid. Dat was zeer belangrijk voor de broodwinning van de eilandbewoners aangezien dat de malaise van dat decennium wat verminderde. De Duitsers richten zich in relatieve termen steeds meer tot Bell Island daar het Verdrag van Versailles de meeste van hun andere importmogelijkheden ernstig had bemoeilijkt. In 1920–1930 importeerde Duitsland zo'n 6,2 miljoen ton ijzererts uit de mijnen van Wabana, ondanks onder meer de ook voor Bell Island schadelijke Ruhrbezetting. Die hoeveelheid komt neer op 55% van de totale ontgonnen hoeveelheden in die periode.

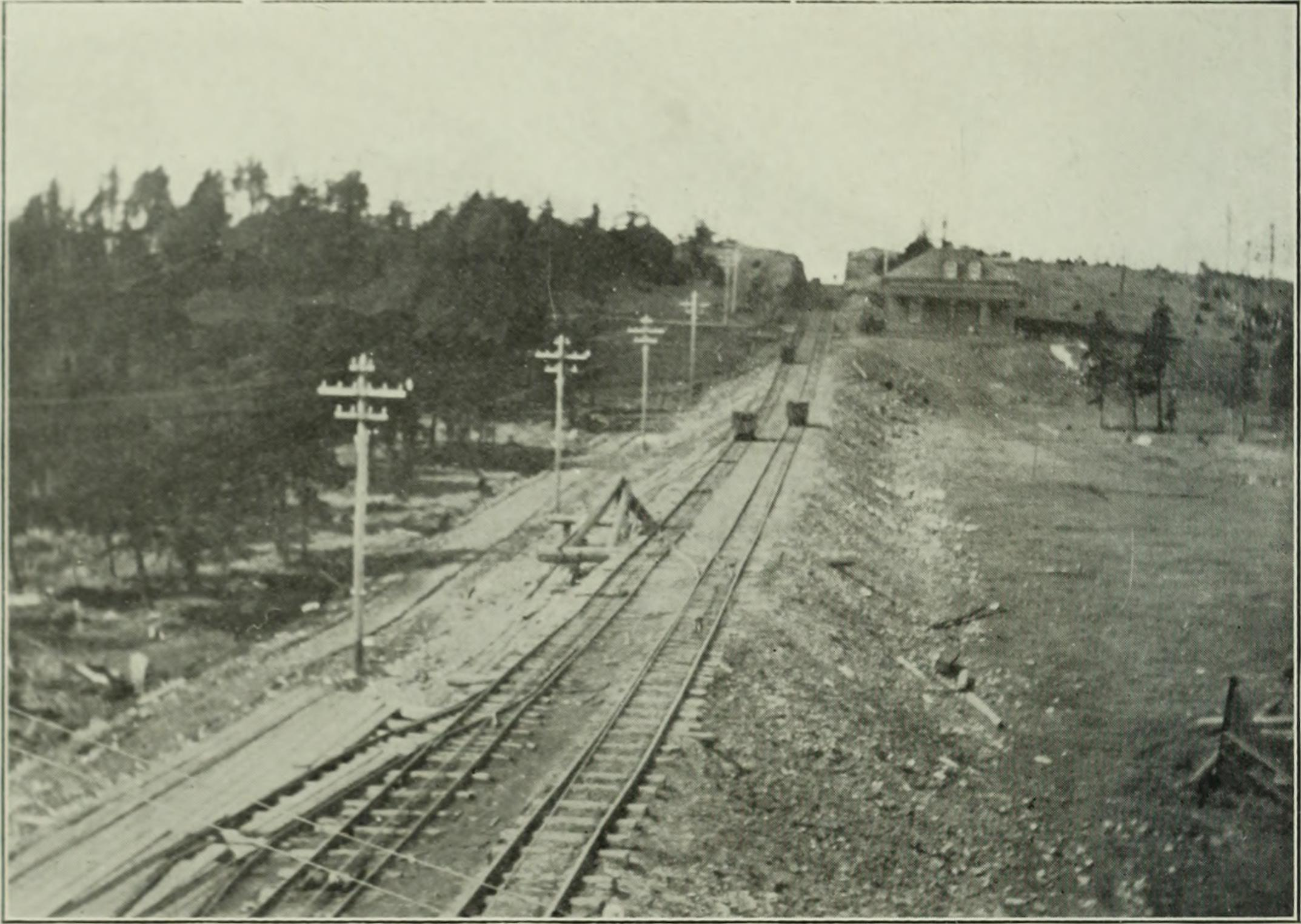
Er waren dubbele sporen tussen de pier en de mijnen die werden gebruikt om het erts via mijnkarren te vervoeren

Wabana was in die tijd grotendeels uitgegroeid tot een bedrijfsdorp, gebouwd naar voorbeeld van toenmalige Noord-Amerikaanse trends, met arbeiders dicht bij de mijnen gehuisvest. Het bleef echter deels een hybride tussen een typisch bedrijfsdorp en een gewone nederzetting. Dit komt omdat er al een nederzetting was voor de industriële opkomst en omdat er altijd ook bewoners en handelszaken waren die niet direct met de mijnbouwbedrijven verbonden waren. Op enkele al gauw stopgezette bestuurspogingen via een council in de jaren 1910 en 1920 na was er van overheidswege helemaal geen lokaal bestuur voorzien voor de inwoners. De mijnexploitateur vulde deze leemte gedeeltelijk op door te zorgen voor een beperkte en enigszins paternalistische vorm van lokaal bestuur. Tot in 1949 stonden zes van de acht politieagenten onder contract bij de mijnuitbater (en slechts twee bij de Newfoundlandse overheid).
Dankzij de mijnbouw en de continue bevolkingsgroei kreeg het eiland in het begin van de 20e eeuw relatief vroeg allerhande moderne faciliteiten. Vanaf 1907 was het eiland bijvoorbeeld al op het elektriciteitsnet aangesloten, wat belangrijk was voor de verdere professionalisering van de mijnbouw. Datzelfde jaar ontstond er een officiële veerverbinding, zij het toen nog vanuit het aan de zuidkust van de baai gelegen Kelligrews. In 1913 opende er daarenboven een tramlijn die passagiers en goederen over Beach Hill, de steile heuvel net voorbij de veerhaven, vervoerde. Vanaf 1922 liep er ook een telefoonkabel naar het eiland en in 1931 ontstond een lokale radiozender. Met de Wabana Druggist was er in 1910 al een eerste lokaal maandblad, al was vooral het weekblad Bell Island Miner een lang leven beschoren (1913-1944). Andere faciliteiten die het eiland begin 20e eeuw kreeg waren onder meer winkels, hotels, restaurants, een gerechtsgebouw en sportverenigingen.
In 1930 kreeg de Dominion Steel Company (DOSCO) de volledige mijnbouwoperatie in handen. Kort na de overname begon echter de crisis van de jaren 1930, die voor een jarenlange verminderde globale vraag naar ijzer en staal zorgde. Vooral in de eerste helft van dat decennium was dat negatief voor de groei van de eilandeconomie. Er heerste enkele jaren een hoge werkloosheid die deed terugdenken aan de vroege jaren 20, zeker in 1934 toen er even slechts één mijn nog open was. De meeste mijnwerkersgezinnen bleven op kleine schaal ook aan landbouw, visserij, vogeljacht en bessenpluk doen als aanvulling op het gezinsinkomen. Zeker in periodes van economische crisis, zoals begin jaren 30, was dat van extra groot belang om alle monden te kunnen voeden. Op 14 januari 1937 woedde er daarenboven een zware brand op het dorpsplein van Wabana die veertien handelszaken en zeven woningen in de as legde.
Vanaf 1936 was het de mijnbouw echter opnieuw voor de wind beginnen gaan. In die tijd woonden er reeds meer dan 6000 mensen op het eiland. Het was het begin van een jarenlange positieve trend onder het bestuur van DOSCO. De Duitse herbewapening eind de jaren 30, waaronder de bouw van tanks, vliegtuigen en duikboten, was vanwege de bijhorende vraag naar ijzer een positieve factor die voor Bell Island een uitweg uit de crisis betekende. Op 26 augustus 1939, minder dan een week voor het begin van de Tweede Wereldoorlog, vertrok er nog een Duits vrachtschip volgeladen huiswaarts.

## Tweede Wereldoorlog
In 1936 gaf de Newfoundlandse overheid in haar defensieplan reeds aan dat de mijnen van Wabana een van de vijf strategisch belangrijke plaatsen in het land waren. In maart 1939, toen een nieuwe oorlog met Duitsland al erg waarschijnlijk leek, stipte de toenmalige Commission of Government die Newfoundland bestuurde Bell Island aan als een van de meest waarschijnlijke doelwitten van een Duitse aanval. Het lag immers voor de hand dat het ijzererts erg belangrijk zou zijn voor de geallieerde oorlogsindustrie. Vanwege het enorme strategische belang van het eiland moest er dus constante waakzaamheid zijn. De overheid richtte met de Newfoundland Militia (opnieuw) een nationaal regiment op dat de bescherming van Bell Island als een van haar voornaamste taken had. Zij bemanden onder andere de in 1940 gebouwde kustverdedigingsbatterij bestaande uit twee snelvurende kanonnen van het type QF 4,7-inch Mk IV die elk bovenop een betonnen platform gebouwd waren. Daarnaast liet de Newfoundlandse overheid ook twee zoeklichten plaatsen. De overheid van buurland Canada betaalde een deel van dit defensieve bouwproject daar het ook voor hun industrie in Nova Scotia van groot belang was. Nog in 1940 bouwde men voor het eerst een vuurtoren op het eiland, met name in het uiterste noordoosten.
De oorlogsjaren waren een traumatiserende periode voor de Bell Islanders. De rampspoed begon met een tragisch ongeval dat gebeurde op 10 november 1940. Twee veerboten voeren die dag in de vooravond tegen elkaar tijdens een sneeuwstorm, namelijk de bomvolle W. Garland en de Little Golden Dawn (die naast de kapitein enkel een ingenieur aan boord had). De W. Garland zonk op slechts enkele minuten tijd waardoor 23 mensen het leven lieten. Er waren in totaal slechts zes overlevenden, waaronder de twee mensen aan boord van de Little Golden Dawn.
Het tijdens de Tweede Wereldoorlog vijandige Nazi-Duitsland voerde, zoals jaren eerder al was gevreesd, ook effectief aanvallen uit op de Bell Islandse mijnbouw. In 1942 zetten ze tot tweemaal toe de aanval in met een U-boot, het geduchte Duitse type onderzeeër.

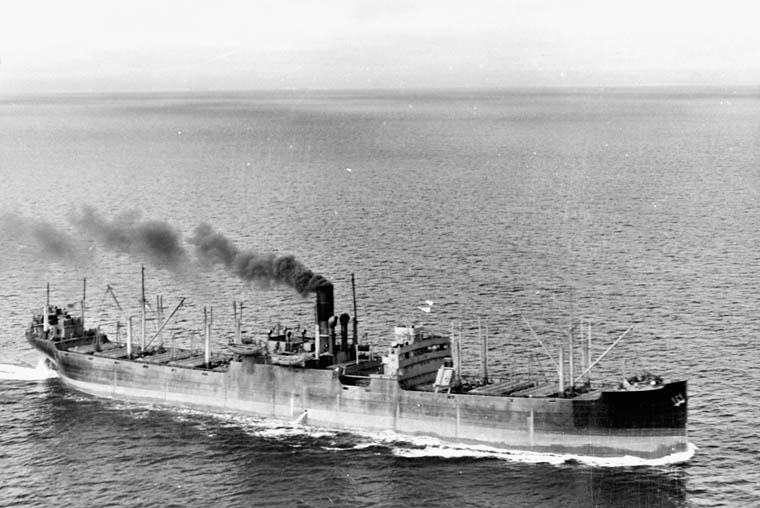
De SS Rose Castle is een van vrachtschepen die in 1942 door een Nazi-Duitse U-boot tot zinken werd gebracht vlak voor de Bell Islandse kust

In de nacht van 4 op 5 september 1942 voer de U 513 onder leiding van Rolf Rüggeberg Conception Bay in. Rond het middaguur vuurde de duikboot torpedo's af op twee volgeladen vrachtschepen: de Canadese Lord Strathcona en de Britse Saganaga. De Saganaga, die 8.300 ton ijzererts aan boord had, zonk binnen de drie minuten. 29 opvarenden kwamen om het leven. Ook de Lord Strathcona zonk, zij het zonder dodelijke slachtoffers. Te midden van de chaos werd de U-boot in het naar boven komen per ongeluk aangevaren en namen zowel schutters van de kustbatterij als schutters op het steenkool vervoerend vrachtschip Evelyn B. hem onder vuur. De U 513 ontvluchtte daarop in licht beschadigde toestand Conception Bay. Na de aanval breidde de overheid de batterij uit door onder meer extra zoeklichten te plaatsen.
Op 2 november 1942 – net geen twee maanden later – volgde er een nieuwe Duitse aanval. In het holst van de nacht, rond halfvier, schoot de U 518 onder leiding van Friedrich Wissmann een torpedo af richting het Grieks steenkool transporterend vrachtschip Anna T. Het projectiel miste echter zijn doel en sloeg in op de Scotia-cargopier, die ernstig beschadigd geraakte. De zware explosie zorgde er ook voor dat vrijwel de hele eilandbevolking wakker gebeefd werd en dat er in sommige huizen zelfs ramen kapot sprongen. Het was een van de enige Nazi-aanvallen die Noord-Amerikaanse grond trof in de hele oorlog. Kort erna viel de U 518 met slechts enkele minuten ertussen ook twee vrachtschepen gevuld met erts aan. Net als bij de eerste aanval betrof het schepen die lagen te wachten om uiteindelijk in konvooi de oceaan over te steken. Het betrof de Canadese Rose Castle (geraakt door twee torpedo's) en de P.L.M. 27, een schip van de Vrije Fransen in Britse eigendom (geraakt door één torpedo). De Rose Castle verging met 10.300 ton erts en een groot deel van de bemanning. Ook de P.L.M. 27 zonk naar de bodem met 12 dodelijke slachtoffers onder de opvarenden.
De aanvallen kostten opgeteld 65 mensenlevens. Wat vooral voor de Duitsers telde is dat duizenden tonnen ijzererts verloren gingen en vier grote vrachtschepen uitgeschakeld waren. Het belang dat men hechtte aan de missies blijkt duidelijk uit het feit dat ze bij de tweede aanval specifiek enkele bemanningsleden hadden gezocht die reeds via cargoschepen vertrouwd waren met de wateren van Conception Bay. In december 1942 plaatste de Newfoundlandse overheid in respons anti-duikbootnetten in Conception Bay, waarna er geen aanval meer volgde. In 2019 erkende Canada de aanvallen als een national historic event en in 2022 plaatste de federale overheid een officieel herdenkings- en informatiepaneel.

## Hoogtepunt van de mijnbouw
De Tweede Wereldoorlog bleek uiteindelijk een periode van groei voor de Bell Islandse mijnbouweconomie. Het (alweer) tijdelijk als markt weggevallen Duitsland werd ruimschoots gecompenseerd door de vraag vanuit de Britse en Canadese oorlogsindustrie. In 1936–1945 bedroeg de gemiddelde jaarlijkse productie ruim 1,15 miljoen ton, wat hoger dan ooit te voren was. De groei bleef zich ook na de oorlog onverminderd voortzetten, niet in het minst omdat de Duitsers in 1948 alweer hun import hervatten. De periode 1945–1959 was economisch gezien de meest stabiele periode in de geschiedenis van de Bell Islandse mijnbouw, met grote investeringen en uitbreidingen tot in 1956. Zo legde de mijnexploitateur begin jaren 50 een vliegstrip en een stuwmeer aan. Aan de basis van dat alles lag de massale vraag naar ijzererts vanwege de naoorlogse heropbouw van Europa. Tot die tijd bleef Bell Island overigens de enige leverancier van de staalindustrie van Sydney in Nova Scotia; deze was immers eveneens in handen van DOSCO.
Toen Newfoundland in 1949 tot de Canadese Confederatie toetrad, konden de Bell Islandse mijnen zich cumulatief onmiddellijk de grootste ijzerertsmijn van Canada noemen (met ruim 43% van de totale nationale productie). Er was sinds 1941 ook opnieuw een goed georganiseerde vakbond voor de arbeiders en de arbeidsomstandigheden en veiligheid waren er in die tijd beter dan in bijvoorbeeld de meeste Amerikaanse mijnen. Het was in deze bloeiperiode dat de overheid Wabana in 1950 officieel gemeentestatus toekende, zij het tot onvrede van een groot deel van de bevolking (die over het algemeen beschouwd conservatief was). De inwoners hadden een gemeentebestuur voor het volledige eiland in 1947 nog via een referendum afgewezen. In 1960 was er een productie van 2,81 miljoen ton, de hoogste ooit bereikt in één enkel jaar. Het inwoneraantal van het eiland ging op het hoogtepunt rond 1959 richting de 13.000 inwoners.

## Neergang en sluiting
Reeds eind jaren 50 kwamen de mijnen echter steeds meer in problemen door de aanwezigheid van nieuwe concurrenten op de markt die goedkoper konden produceren en daarenboven vaak erts met minder onzuiverheden afleverden. De begin jaren 50 in Labrador geopende dagbouwmijnen van Labrador City, Wabush en Fermont waren bij de belangrijkste concurrenten; zeker vanaf de inwerkingtreding van de Quebec North Shore and Labrador Railway die deze plaatsen met de zeehaven van Sept-Îles verbond. Daarnaast kreeg men ook meer problemen om het erts te vermarkten, onder meer vanwege het hoge fosforgehalte, wat het incompatibel maakte met de nieuwste staalproductietechnologieën. Nieuwe dagbouwmijnen in West-Afrika en Zuid-Amerika produceerden daarentegen grote hoeveelheden van hoogkwalitatief niet-fosforhoudend erts. Het complete gebrek aan lokale verankering van het mijnbouwbestuur speelde eveneens een rol. Al in 1949 was men overgegaan tot de sluiting van de diepe en grotendeels onder het zeeoppervlak gelegen No. 2 Mine, vooral vanwege de grote kosten om deze uit te baten. Deze in 1902 geopende mijn strekte zich bij haar sluiting tot wel 5,5 km buiten de kustlijn uit en was tot 4,8 km diep, waardoor het de grootste onderzeese ijzerertsmijn ter wereld was.
De globale impact van de sluiting van de No. 2 Mine op de werkgelegenheidsgraad was al bij al beperkt gebleven. Vanwege de voormelde problemen sloot in 1959 echter ook de No. 6 Mine, gevolgd door de No. 4 Mine in 1962, wat zorgde voor grote werkloosheid. Sinds 1962 was enkel nog de No. 3 Mine in werking. Op 19 april 1966 maakte het mijnbouwbestuur bekend dat ook die laatste mijn zou sluiten. Toen die op 30 juni 1966 effectief dichtging kwam er een definitief einde aan 71 jaar van intensieve ijzerertsontginning. Ook de aan de mijnen verbonden staalindustrie in het noorden van Nova Scotia legde dat jaar voorgoed de productie stil. Joey Smallwood, de toenmalige premier van Newfoundland, had na de sluiting nog contacten met een eventuele West-Duitse overnemer, maar in oktober 1966 werd bekendgemaakt dat deze deal niet doorging. Tegen eind 1968 was zo goed als al de infrastructuur ontmanteld en tezamen met het werkmateriaal verkocht.
De mijnen waren decennialang een erg belangrijke ijzerertsbron geweest voor de economie van Canada en Duitsland, met daarnaast eveneens relevante hoeveelheden die hun weg vonden naar de havens en staalindustrie van voornamelijk het Verenigd Koninkrijk, de Verenigde Staten, België en Nederland. De totale ontgonnen hoeveelheid bedroeg bijna 79 miljoen ton. Volgens schattingen op basis van onder meer aeromagnetisch onderzoek van het enorme niet-geëxploreerde onderzeese gedeelte zouden er echter nog minstens 2 miljard ton theoretisch ontginbaar erts onaangeroerd gebleven zijn. De mijnbouw bracht grote rijkdom naar het eiland, maar de keerzijde van de medaille was dat op 71 jaar tijd meer dan 100 mijnwerkers het leven lieten.

## Impact van de mijnsluitingen
Het eiland kwam door de sluiting van de mijnen in een zeer ernstige economische depressie terecht. Maar liefst 95% van de werkbevolking leefde rechtstreeks van de mijnbouwoperatie. Omdat er amper nog werkgelegenheid was begon er reeds vanaf het einde van de jaren 50 een heuse bevolkingsexodus. Tussen 1961 en 1971 vertrok meer dan de helft van de inwoners. Onder hen waren er honderden mijnwerkers die vanwege de belofte van fabrieksbanen met hun gezin naar het stadje Galt in Ontario trokken, in die mate dat die plaats Little Bell Island (of Little Bell Isle) als bijnaam ging dragen. Ook andere industriesteden in de provincie Ontario, zoals Windsor en Toronto, trokken veel voormalige mijnwerkers aan. Hetzelfde gold in mindere mate voor enkele groeikernen binnen de provincie Newfoundland, zoals de nabijgelegen hoofdstad St. John's en de West-Labradorse mijnbouwgemeenschappen Wabush en Labrador City. Een van de bekendste personen binnen de Bell Islandse diaspora was Harry Hibbs. Hij groeide als folkmuzikant vanuit zijn nieuwe thuisbasis Toronto uit tot een icoon van de traditionele Newfoundlandse muziek. Zijn bekende nummer The Bell Island Song bezingt de mijnsluitingen en de werkloze arbeiders die bijgevolg geen andere keuze hadden dan hun thuis te verlaten en de veerboot voor een allerlaatste keer te nemen.
In Wabana ontstond er in de jaren 60 al snel een desolate sfeer wegens de vele leegstaande woningen, dichtgetimmerde handelspanden en massale werkloosheid. De provincieoverheid moedigde in het eerste decennium sinds de sluiting mensen ook verder aan om te vertrekken door ieder gezin dat definitief verhuisde en hun huis aan de overheid naliet een bedrag van 1.500 CA$ uit te keren. Dit paste in het kader van het provinciale hervestigingsbeleid dat poogde mensen weg te halen uit kleine, economisch zwakke regio's die duur waren om te voorzien van basisinfrastructuur. De provincieoverheid verkocht verouderde huizen daarop voor 1 dollar per stuk aan eenieder die bereid was ze te slopen voor brandhout. De huizen in goede staat gebruikten ze daarentegen in sommige instanties om er mensen die leefden van een uitkering tijdelijk te huisvesten.
Vanaf de jaren 70 vertraagde de dalende demografische trend, al is deze zich in de daaropvolgende decennia wel steeds onafgebroken blijven voortzetten. Ook tientallen jaren na de sluitingen blijft de negatieve economische impact immers hard doorwerken. Bijkomend was de ineenstorting van de Noordwest-Atlantische kabeljauwvisserij in 1992 een zware klap voor de (kleine) lokale visserijsector. In de 21e eeuw ligt de bevolkingsomvang bij iedere vijfjaarlijkse volkstelling nog steeds aanzienlijk lager dan bij de voorgaande. Vooral vanwege het beperkte jobaanbod trekken er meer mensen weg dan er bij komen. Er is bovenal ook een sterke vergrijzing, waardoor er veel meer overlijdens dan geboortes zijn. De nabijheid en vrij goede bereikbaarheid van de hoofdstad is een van de hoofdredenen waarom het eiland nog steeds relatief veel inwoners telt en het niet een van Newfoundlands talrijke spookdorpen is geworden.

## 21e eeuw
Het sterk verouderde netwerk van waterleidingen op het eiland verkeerde in zo'n slechte staat dat er sinds 2002 een officiële richtlijn is om het leidingwater te koken voor consumptie. Het kraanwater neemt in sommige delen van Wabana bij momenten een gele, bruine tot zelfs zwarte kleur aan, bevat daarenboven vaak silt en laat vlekken na op kleding, tafelgerei en in badkuipen. Anno 2022 zijn er nog maar beperkte herstellingen gebeurd aangezien er slechts zeer weinig budget voor vernieuwingen voorhanden is. Sinds 2014 is er een deels door de provincie gefinancierd zuiveringsstation waar iedere dag tussen de 200 en 500 inwoners met flessen en kruiken heen gaan om aan zuiver water te geraken. Onder meer in 2015 en 2019 klaagden inwoners de situatie aan in de pers. Een gelijkaardige problematiek komt voor in tientallen andere kleine en afgelegen gemeenschappen in Newfoundland en Labrador en treft in 2022 opgeteld 10% van de provinciale bevolking.
In 2006–2007 onderzochten en documenteerden duikers onder leiding van Steve Lewis van The Explorers Club de ondergelopen mijntunnels van Wabana. Op 4 februari 2007 kwam het Amerikaanse expeditielid Joe Steffen hierbij vanwege een luchtembolie om het leven. De duikers zetten ondanks het verlies van een collega het project voort. Behalve het aanleveren van historische interessante informatie en foto's legden ze onder andere 2 km lijn aan, waardoor ze toekomstige duikmissies makkelijker maakten. In 2016 vond er in het kader van historisch onderzoek, waaronder het aanleggen van een visueel archief, een nieuwe duikmissie plaats in delen van de ruim 100 km aan onder water gelopen mijntunnels. De Royal Canadian Geographical Society riep het uit tot de "expeditie van het jaar".
In 2011 begonnen enkele vrijwilligers met een radioproject dat één week duurde. Erna zamelde men geld in om een permanente radiozender op te richten. Op 5 november 2012 kende de Canadian Radio-television and Telecommunications Commission een vergunning toe aan Radio Bell Island. De uitzendingen zijn aangevat op 28 januari 2013, waardoor het eiland sinds dan opnieuw een eigen radiozender heeft.
Het eiland is sinds de jaren 10 op politiek vlak enigszins berucht vanwege een reeds jarenlang aanslepende ruzie tussen verschillende lokale politici en andere gezaghebbende personen en hun entourages. Doorheen de jaren waren er langs verschillende kanten oproepen tot een audit en beschuldigingen van vermeende belangenvermenging, wanbeheer en laster. Onder andere ruzie over de verdeling van de bingo-inkomsten zorgde in 2016 voor veel ophef. De politieke strubbelingen zijn meermaals in de provinciale pers besproken en eind 2017 haalde Bell Island hierdoor zelfs de nationale pers. In 2018 deed de burgemeester van Wabana een oproep tot eenheid.
In de zomer van 2019 ondernamen duikers van de Koninklijke Canadese marine een bergingsoperatie om niet-ontplofte explosieven uit de WO II-scheepswrakken voor de kust van Bell Island te halen. Ze brachten de bommen daarna op het Newfoundlandse vasteland gecontroleerd tot ontploffing. In 2021 finaliseerde de marine het werk door ook de vuurwapens aan boord de schepen evenals door de kustbatterij afgeschoten munitie op te ruimen. Net als twee jaar eerder maakte men de bommen aan land onschadelijk om het mariene leven en de toeristisch en historisch belangrijke wrakken niet te beschadigen.
In oktober 2021, tijdens de coronapandemie, maakte de provincieoverheid bekend dat Bell Island de laagste vaccinatiegraad van Newfoundland en Labrador had. Slechts 66% van de rechthebbenden had zich er laten inenten tegen COVID-19, tegenover een toenmalige provinciaal vaccinatiepercentage van 82%. Gary Gosine, de burgemeester van Wabana, wees naar vaccinatiescepticisme als een van de oorzaken. Parlementslid David Brazil haalde ook aan dat vele inwoners 's ochtends vroeg met de veerboot richting St. John's vertrekken en pas 's avonds laat weer terugkomen, waardoor het voor hen moeilijker dan elders is om zich in een vaccinatiecentrum aan te bieden. Eastern Health, de voor Oost-Newfoundland bevoegde gezondheidsautoriteit, besliste daarop om een mobiele vaccinatie-unit naar het eiland te brengen.
In diezelfde periode stopten twee van de drie dokters op het eiland ermee, met de laatste overblijvende dokter die ermee zou ophouden in december 2021. Hierdoor ontstond er een angst bij de grotendeels vergrijsde bevolking dat er geen medische zorg meer op het eiland zou zijn, op één verpleegkundige op de lokale spoeddienst na. Na een charmeoffensief en bijhorende Facebookcampagne in de stijl van de film The Grand Seduction wisten de inwoners in maart 2022 een van de vertrokken dokters te overtuigen om terug naar het eiland te komen (zij het via een contract van slechts 11 weken). Eind juni 2022 bleef Bell Island opnieuw zonder arts achter.